# Christoph Steinert
Christoph Steinert (Berlín, 18 de enero de 1990) es un jugador de balonmano alemán que juega de lateral derecho en el HC Erlangen. Es internacional con la selección de balonmano de Alemania.
Su primer gran campeonato con la selección fue el Campeonato Europeo de Balonmano Masculino de 2022.

## Palmarés

### Selección nacional
| Juegos Olímpicos | Juegos Olímpicos | Juegos Olímpicos | Juegos Olímpicos |
| Año              | Lugar            | Medalla          |                  |
| ---------------- | ---------------- | ---------------- | ---------------- |
| 2024             | París            | Medalla de plata |                  |

### SC Magdeburg
- Liga Europea de la EHF (1): 2021

## Clubes
| Club            | País     | Año         |
| --------------- | -------- | ----------- |
| SC Magdeburg    | Alemania | 2009 - 2010 |
| TSV GWD Minden  | Alemania | 2010 - 2015 |
| SC DHfK Leipzig | Alemania | 2015 - 2017 |
| HC Erlangen     | Alemania | 2017 - 2019 |
| SC Magdeburg    | Alemania | 2019 - 2021 |
| HC Erlangen     | Alemania | 2021 - Act. |